# Jean Ernest Ngallé Bibéhè
Jean Ernest Ngallé Bibéhè, de son vrai nom Jean Ernest Masséna Ngallé Bibéhè, né le 9 mars 1962 à Yaoundé, est un expert-comptable et homme politique camerounais. Il a été plusieurs fois ministre au Cameroun.

## Biographie

### Enfance, formation et débuts
Jean Ernest Ngalle Bibehe naît le 9 mars 1962 à Yaoundé. Il est originaire de la Sanaga-Maritime. Il effectue son parcours académique en France, à l’université de Paris X. Il obtient  en 1986 un diplôme d’études universitaires générales (Deug), en 1988 une licence es-sciences économiques option économie d’entreprise, en 1989 une maîtrise es-sciences économiques option économie d’entreprise, en 1990 un Diplôme d’étude supérieure spécialisée (Dess) banque et finances, en 1991 un Diplôme d’étude approfondie (Dea) de sciences économiques et en 1994 un Diplôme d’études comptables et financières (Decf),.
Il commence sa carrière professionnelle en tant qu’analyste financier stagiaire au Centre national des caisses d’épargne de prévoyance (Cencep) en France. Il occupe ce poste de juin à septembre 1988. De janvier à juin 1989, il est assistant comptable au Centre international de l’enfance (Cie) de France.

### Carrière
Jean Ernest Ngalle Bibehe est un expert-comptable. En 1990, il devient responsable administratif, comptable et financier, jusqu’en mars 1993 au Groupe Gabo construction France. En février 1995, il obtient le poste de consultant en gestion d’entreprises à Mb conception, Motec ingénierie France, avant d’occuper les fonctions de directeur administratif, comptable et financier au sein de l’agence de communication The Brand Compagny, Group BDDP/GGT- France, de mars 1995 à juin 1998. De juillet 1998 à janvier 2001, il est directeur du contrôle de gestion et audit interne du groupe Siac S.A Cameroun.
En mars 2001, il a la responsabilité de vice-président du conseil d’administration et directeur général de la Société camerounaise de transport urbain (Socatur). En 2007, il fonde la Compagnie nationale pour le développement de l’initiative économique (Conadie), établissement de micro-finance de deuxième catégorie et devient président du conseil d’administration. En mars 2008, il devient le président directeur général de la Socatur S.A.
De 2015 à 2018, par décret présidentiel, il occupe la fonction de ministre des Enseignements Secondaires (Minesec) au Cameroun en remplacement de Louis Bapès Bapès,. Depuis le 3 mars 2018, il est ministre des transports au Cameroun, en remplacement de Edgar Alain Mébé Ngo'o,.

### Parcours politique
Jean Ernest Ngalle Bibehe est militant du Rassemblement démocratique du peuple camerounais (RDPC) depuis la France. Il est sénateur suppléant nommé par le chef de l’Etat. Il occupe plusieurs fois le poste de président du comité de base. Il est chargé de mission et vice-président des commissions communales, départementale et régionale du Rdpc dans le Littoral. Il assure également les fonctions de membre de la commission finances et trésorerie de la coordination du Rdpc dans le Wouri. Il est chargé de mission de la Commission régionale d’appui des inscriptions sur les listes électorales dans le Littoral, chargé de mission de la commission régionale de campagne pour l’élection des sénateurs (point focal de la Sanaga-Maritime), chargé de mission de la commission régionale de supervision en vue de l’investiture des candidats du RDPC aux élections municipales et législatives du 30 septembre 2013 dans le Littoral (point focal de la Sanaga-Maritime), chargé de mission régional, mandataire pour le dépôt des listes du Rdpc aux antennes Elections Cameroon (Elecam) dans le Littoral, chargé de mission dans le cadre de l’opération spéciale de placement des cartes du RDPC.
chargé de mission pour l’encadrement et l’accompagnement des opérations de choix des candidats du RDPC de la commune de Douala 5e en vue de l’élection du 5 août 2015 du maire de ladite Commune, et chargé de mission de la Commission régionale dans le cadre des opérations de renouvellement des organes de base du RDPC dans le Littoral.

### Vie associative
Jean Ernest Ngalle Bibehe est membre du groupe interprofessionnel du Cameroun (Gicam), président du Comité économique et social du canton Adié (Cesca) à Edéa.

### Famille
Jean Ernest Ngalle Bibehe est l'époux de Lydienne Mouloby, une fiscaliste et père de trois enfants.

## Prix et distinctions
- Commandeur de l’ordre national de la valeur[1]

## Activités sportives
Jean Ernest Ngalle Bibehe pratique le judo et amateur de football